# 질 루세
질 루세(프랑스어: Gilles Rousset, 1963년 8월 22일~)는 프랑스의 전직 축구 선수로, 현역 시절 포지션은 골키퍼이다.

## 선수 경력
루세는 1982년에 소쇼 소속으로 신고식을 치르고 8년 동안 몽벨리아르 연고 구단 소속으로 100경기 이상 출전했고, 이후 1990년에 리옹으로 이적했다. 그는 제를랑에서도 주전 지위를 확고이 했고, 3년 동안 98번의 경기에 출전했다.
같은 시기, 루세는 프랑스 국가대표팀 경기에도 2번 출전했고, 후보 골키퍼로서 출전하지 못했지만, 스웨덴에서 열린 유로 1992 최종 명단에 이름을 올렸다.
1993년, 루세는 전 시즌 유럽 정상에 오른 마르세유로 깜짝 이적했지만, 논란의 도마 위에 올랐다. 신예 파비앵 바르테즈의 비상으로 루세는 마르세유 소속으로 공식 경기에 1번도 출전하지 못했고, 마르세유는 1994년 여름에 승부조작 스캔들이 밝혀지면서 강제로 강등되었고, 루세를 비롯한 여러 선수들이 구단을 떠났다.
루세의 다음 행선지는 렌이었고, 이후 1995년에 스코틀랜드로 건너가 하트 오브 미들로디언에 입단했다. 그는 에든버러에서 6년을 보내 강등권에 허덕이던 하트 군단을 리그 우승 경쟁 구단으로 거듭나게 해 글래스고 양 구단을 위협하기까지 했다. 그는 1998년에 스코티시컵을 우승하며 처음이자 마지막으로 주요 대회 우승을 거두었는데, 앞서 그는 현역 시절에 3차례 컵대회 준우승을 거두었었다.(1988년에 소쇼 소속으로 2번, 1996년에 하트 오브 미들로디언 소속으로 1번) 스코티시컵은 하트 군단이 거둔 36년 만의 주요 대회 우승으로, 루세는 하트 군단의 전설 목록에 자신의 이름을 올렸다.

## 통계

### 국가대표팀
| # | 날짜            | 장소     | 홈 팀    | 최종 결과 | 원정팀 | 대회               | 득점 | 비고 |
| - | --------------- | -------- | -------- | --------- | ------ | ------------------ | ---- | ---- |
| 1 | 1990년 1월 21일 | 쿠웨이트 | 쿠웨이트 | 0 - 1     | 프랑스 | 쿠웨이트 친선 대회 | -    |      |
| 2 | 1992년 2월 19일 | 런던     | 잉글랜드 | 2 - 0     | 프랑스 | 친선 경기          | -2   |      |

## 수상
하트 오브 미들로디언
- 스코티시컵: 1997–98